# José Biriukov
Pour les articles homonymes, voir Birioukov.
José Biriukov, né le 3 février 1963 à Moscou, est un basketteur espagnol.

## Biographie
De père russe et de mère espagnole ayant émigré en URSS à l'époque de la Guerre civile espagnole en 1936, José Biriukov naît à Moscou avant d'être recruté par le Real Madrid à l'âge de vingt ans en 1983. C'est là que Biriukov effectue l'essentiel de sa carrière.

## Clubs successifs
- 1983-1984 :  Dynamo Moscou
- 1984-1995 :  Real Madrid

## Palmarès

### Club
compétitions internationales 
- Vainqueur de la Coupe des clubs champions 1995
- Vainqueur de la Coupes des Coupes 1989, 1992
- Vainqueur de la Coupe Korać 1988

 compétitions nationales 
- Champion d'Espagne 1985, 1986, 1993, 1994
- Vainqueur de la Coupe du Roi 1985, 1986, 1993, 1994

### Sélection nationale
jeux olympiques d'été
- 9e aux jeux Olympiques de 1992 à Barcelone, Espagne